# Port lotniczy Semej
Port lotniczy Semej (IATA: PLX, ICAO: UASS) – port lotniczy położony w Semeju, w Kazachstanie.

## Linie lotnicze i połączenia
| Linia Lotnicza | Kierunek            |
| -------------- | ------------------- |
| FlyArystan     | 1. Ałmaty 2. Astana |